# Dinu Graur
Dinu Graur (Chișinău, 27 dicembre 1994) è un calciatore moldavo, difensore svincolato.

## Palmarès

### Club

#### Competizioni nazionali
- Coppa di Moldavia: 1

Milsami Orhei: 2017-2018